# Koto Barapak
Koto Barapak is een bestuurslaag in het regentschap Zuid-Pesisir van de provincie West-Sumatra, Indonesië. Koto Barapak telt 9432 inwoners (volkstelling 2010).